# 6170 Levasseur
6170 Levasseur este un asteroid care intersectează orbita planetei Marte.

## Descriere
6170 Levasseur este un asteroid care intersectează orbita planetei Marte. Asteroidul prezintă o orbită caracterizată de o semiaxă mare de 2,35 ua, o excentricitate de 0,32 și o înclinație de 22,6° în raport cu ecliptica.